# Hertain
Hertain is een dorpje in de Belgische provincie Henegouwen en een deelgemeente van de stad Doornik. Het dorpje ligt in het westen van de fusiegemeente Doornik, tegen de Franse grens. Hertain was een zelfstandige gemeente tot aan de gemeentelijke herindeling van 1977.

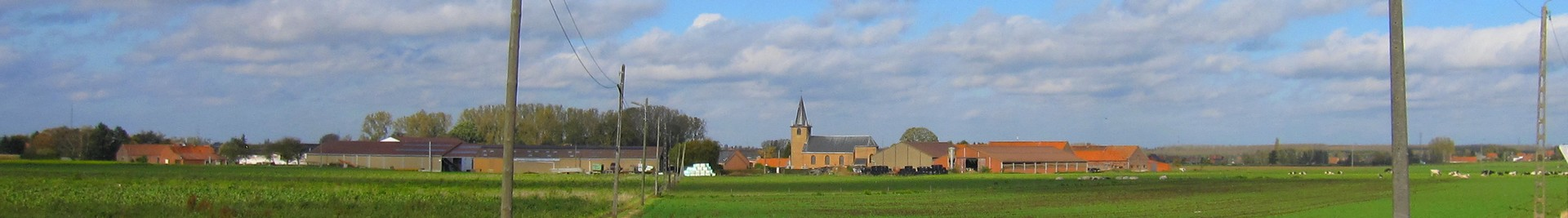
Zicht op Hertain

## Bezienswaardigheden
- De Sint-Amanduskerk (Église Saint-Amand) is een neoclassicistisch bouwwerk uit het einde van de 19e eeuw, opgetrokken in baksteen met natuurstenen ornamenten.

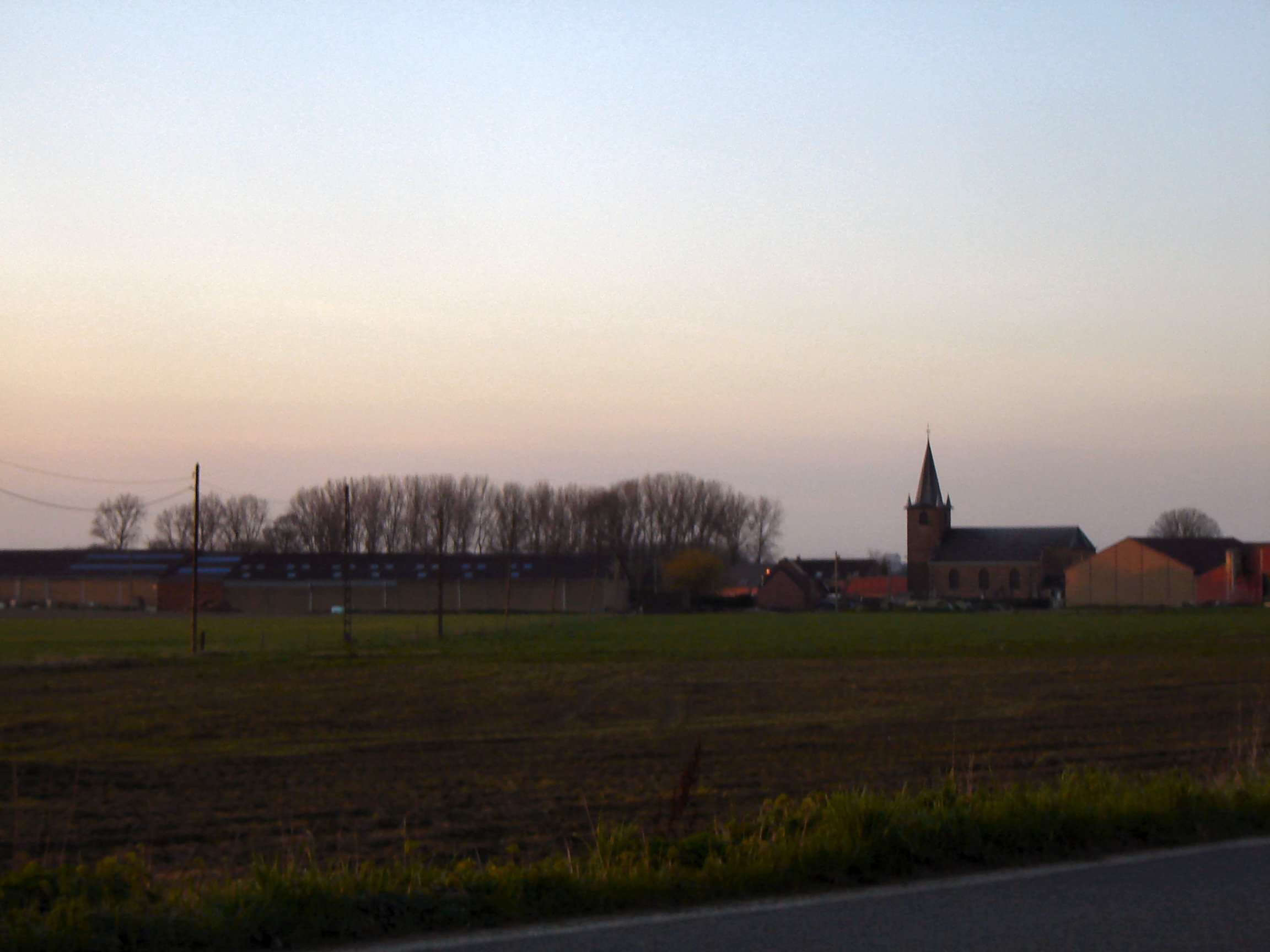
Hertain, met de Eglise Saint-Amand

## Demografische ontwikkeling
- Bronnen:NIS, Opm:1831 tot en met 1970=volkstellingen

## Politiek
Hertain had een eigen gemeentebestuur en burgemeester tot de fusie van 1977. 

### Burgemeesters
| Tijdspanne | Tijdspanne  | Burgemeester           |
| ---------- | ----------- | ---------------------- |
|            | 1805 - 1816 | Delbarre               |
|            | 1836 - 1873 | Debouvry               |
|            | 1874 - 1878 | Dominique Courtecuisse |
|            | 1879 - 1887 | ?                      |
|            | 1888 - 1908 | Emile Libert           |
|            | 1909 - 1940 | Louis Maes             |
|            | 1940 - 1956 | Gaston Mathon          |
|            | 1956 - 1969 | ?                      |
|            | 1969 - 1970 | Jean Montreuil         |
|            | 1971 - 1977 | Norbert Duplat         |

## Verkeer en vervoer
Door het zuiden van Hertain loopt de autosnelweg A8/E42, die er een op- en afrit heeft. Enigszins parallel loopt de N7 (Chaussée de Lille), de oude weg tussen Doornik en Rijsel.
Door het noorden de deelgemeente loopt spoorlijn 94 tussen Doornik en Rijsel.

## Nabijgelegen kernen
Lamain, Baisieux, Blandain
Deelgemeenten: Barry · Beclers · Blandain · Chercq · Doornik · Ere · Esplechin · Froidmont · Froyennes · Gaurain-Ramecroix · Havinnes · Hertain · Kain · Lamain · Marquain · Maulde · Melles · Mont-Saint-Aubert · Mourcourt · Orcq · Quartes · Ramegnies-Chin · Rumillies · Saint-Maur · Templeuve · Thimougies · Vaulx · Vezon · Warchin · Willemeau

Overige plaatsen: Bourgambray · Crotière · Gaurain · La Louvière · Ligny · Ramecroix

Belgische gemeenten · Arrondissement Bergen · Henegouwen · Wallonië